# Station Swinton (South Yorkshire)
Swinton (South Yorkshire) is een spoorwegstation van National Rail in Swinton, Rotherham in Engeland. Het station is eigendom van Network Rail en wordt beheerd door Northern Rail. 